# David Sanborn
David William Sanborn (Tampa, 1945. július 30. – Tarrytown, 2024. május 12.) hatszoros Grammy-díjas amerikai altszaxofonos.

## Pályakép
Hároméves horában gyermekbénulásban betegedett meg és kórházban feküdt vastüdőben, majd egy teljes évet. Rádióból hallgatott zenét. Ezután – terápiás célból – tüdejét fúvós hangszerekkel erősítették.
14 éves korában már együtt játszott Albert Kinggel és Little Miltonnal. Aztán csatlakozott Paul Butterfield csapatához és velük ott volt a woodstocki fesztiválon is. Játszott Ray Charles,  James Brown, Eric Clapton, Stevie Wonder, Paul Simon, Bruce Springsteen, Elton John mellett.
Altszaxofonjának felső regiszterekben mozgó, éles, szenvedélyektől fűtött tónusa alapján az amerikai David Sanbornot... megkülönböztetett hely illeti meg...

## Lemezek
- Taking Off (1975)
- David Sanborn (1976)
- Promise Me the Moon (1977)
- Heart to Heart (1978)
- Hideaway (1979)
- Voyeur (1980)
- As We Speak (1981)
- Backstreet (1983)
- Straight to the Heart (1984)
- Love and Happiness (1986)
- Double Vision, with Bob James (1986)
- A Change of Heart (1987)
- Close-Up (1988)
- Another Hand (1991)
- Upfront (1992)
- Hearsay (1994)
- Pearls (1995)
- Love Songs (1995)
- Songs from the Night Before (1996)
- Inside (1999)
- Time Again (2003)
- Closer (2005)
- Dreaming Girl (2008)
- Here and Gone (2008)
- Only Everything (2010)
- Then Again: The Anthology (2012)
- Quartette Humaine, with Bob James (2013)
- Time and the River (2015)

## Díjak
- Hat Grammy-díjat nyert, nyolc aranylemeze és egy platinalemeze volt.
- Grammy-díjak:  a Voyeur (1981), a Double Vision (1986) és a Close Up (1988) című instrumentális albumért.
- 2004: St. Louis Walk of Fame(wd).